# Armadillidium apfelbecki
Armadillidium apfelbecki is een pissebed uit de familie Armadillidiidae. De wetenschappelijke naam van de soort is voor het eerst geldig gepubliceerd in 1896 door Adrien Dollfus.